# 정두영
정두영(鄭斗英, 1968년 12월 31일 ~ )은 대한민국의 연쇄 살인자로 1999년 6월부터 2000년 4월까지 9명을 살해했다.

## 생애
정두영은 1968년 정부 직할 부산시에서 3남 1녀 중 막내로 태어났지만 2살때 아버지가 세상을 떠나고 결국 어머니는 아이들을 삼촌 집에 맡기고 재혼한다. 하지만 정두영이 5살이 되던 해, 삼촌마저 요란스런 조카들을 감당하지 못하고 이들을 보육원으로 보내버린다. 하지만 일이 잘 풀리려는 듯, 7살 때 어머니가 보육원으로 찾아와 정두영을 새아버지 집으로 데려간다. 그대로 양친과 성장했으면 좋았겠지만, 몇 달 지나지 않아 경제적 부담과 이부형제들과의 갈등이 커져서 정두영은 도로 보육원으로 보내진다.  
정두영은 체포 후 진술에서 남들처럼 평범한 가정을 갖고 싶었다고 했다고 한다. 정두영의 친형은 공범이었는데 장물을 처리하는 일을 하였다. 친형은 정두영이 살인을 했다는 사실은 알지 못하였다. 

## 살인사건

### 정두영의 범행 시작
정두영은 18살이던 1985년 5월, 부산의 한 초등학교에 돈을 훔치러 들어갔다가 마주친 교사를 칼로 찌르고 달아난다. 그로부터 1달뒤에는 칼을 들고 다니다가 자기를 검문하는 방범대원을 골목길로 유인해 가슴을 칼로 찔러 살해해 소년원에서 12년간 옥살이를 했다. 그동안 고졸 검정고시에 합격하기도 했으며 1998년 6월에 출소한 정두영은 출소 직후 동년 9월에 절도로 짧게 6개월 동안 다시 복역한 뒤 1999년 3월 10일 홍성교도소에 2번째로 출소 후 이를 위해 그때까지 절도 및 강도로 모은 돈을 쓰지 않고 통장에 모았고 그 총액은 1억 3천만 원에 달했다. 그는 강도행각으로 총 10억을 모아 결혼도 하고 PC방과 아파트를 마련할 계획이었다고 했다.

### 첫 번째 부산에서 범행
1999년 6월 2일 오전 6시, 부산 서구 부민동의 부유층 주택가에서 혼자 집을 지키던 가정부 이영자의 머리와 얼굴 부위가 거의 으스러질 정도로 잔혹하게 가격한 후 사망에 이르게 하였다. 당시 피해자의 집이 부산고등검찰청의 검사장 관사의 옆집이라는 사실이 화제가 되어 수사에 참고로 하였으나 후일 우연한 일로 밝혀졌다. 1999년 9월 15일, 부산 서구 동대신동의 고급 빌라촌에서 금품을 훔치면서 역시 가정부를 잔혹하게 폭행하여 사망에 이르게 하였다.

### 울산에서 범행
1999년 6월 3일, 10월 21일에 거친 정두영은 범행장소로 울산으로 이동했다. 1999년 10월 22일 오전 10시, 울산 남구 옥동의 고급 주택에서 1층 안방에 있던 어머니(53)를 폭행하자 2층에 있던 아들(24)과 격투를 했으나 현관에 있던 망치로 수십 차례 강타하여 사망에 이르게 하였다. 이 사건을 통해 경찰에서는 일반 강도살인에서는 볼 수 없는 '과잉 공격'에 대해 주목하였으나 부산에서 발생한 이전의 사건들과의 연관성은 전혀 검토되지 않았다.

### 부산에서 두 번째 범행
2000년 3월 11일 오후 12시, 부산 서구 서대신동의 고급 주택에서 두 명의 아주머니를 야구 방망이로 때려 살해하려 했으나 2시간 후에 한 명이 아기가 있다며 살려달라고 호소하자 중상만을 입히고 '아기 잘 키워, 신고하면 죽인다'라는 말과 함께 이불을 덮어씌운 후 살려준다. 경찰에서는 이 생존자의 진술을 토대로 2,30대 나이에 키가 작고 왜소한 용의자의 몽타주를 작성해 전국 경찰에 수배한다. 2000년 4월 8일 오전 9시 30분에 부산 동래구의 DCM 철강 정진태(76) 회장의 집에서 정 회장과 가정부를 칼로 찔러 살해하고 정 회장의 친척인 김할머니를 주먹과 발로 마구 때려 실신시키고는 사망한 것으로 착각하여 보석과 현금과 수표 2,430만원과 외제차를 훔쳐 달아났으나 김 할머니는 출동한 경찰에 의해 병원에 응급 후송된 후 목숨을 건진다.

### 마산과 천안에서 범행을 하다가 검거
2000년 4월 11일 오전 11시, 경상남도 마산시(지금의 창원시)의 모 소주 회장 자택에 참입하여 김모씨에게 중상을 입혔다. 2000년 4월 12일 오후 9시, 충청남도 천안의 고급 주택에서 수사 포위망이 좁혀온다고 느낀 정두영은 천안에서 단순 절도로 검거되기를 결심하고 300만원을 훔쳐서 경찰에 잡힌다. 이후, 이전 사건의 생존자가 정두영을 직접 대면하여 부산, 경남 지역 연쇄 살인 사건의 범인임을 지목하였고 일체의 범행에 대한 정두영의 자백을 이끌어낸다.

## 형사 재판

### 1심
2000년 7월 21일. 부산 지방법원은 강도살인 등의 혐의로 구속기소된 정두영에게 유죄를 모두 인정하여 사형을 선고했고, 장물취득 등의 혐의로 구속기소된 그의 형 정부영과 또다른 공동 범 김종준에게 징역 1년 6개월을 각각 선고했다. 피고인들은 이에 불복하여 부산고등법원에 항소장을 제출했다.

### 2심
2000년 11월 30일, 부산 고등법원은 이들에 대한 항소심 선고 공판에서 항소를 모두 기각하고 정두영에게 사형, 정두영 형 정부영과 공범 김종준에게 징역 1년 6개월을 선고한 원심을 유지했다. 정두영은 대법원에 상고를 포기, 사형이 확정되어 현재는 대전교도소에 복역중이다.

## 탈옥 미수 사건
2016년 2222 대전교도소에 수감되어있던 도중 작업장에서 일을 하며 몰래 만들어 둔 사다리를 이용해 탈옥을 시도하던 중 붙잡힌 사실이 보도되었다. 3개의 교도소 담 중 2개를 뛰어넘고 마지막 담을 넘지 못하고 붙잡혔으며 정확한 탈옥시도 날짜는 대전교도소 측에서 밝히지 않고있다.

## 같이 보기
- 유영철(범죄자)
- 김해선
- 강호순
- 정성현(범죄자)
- 신창원